# ولادیمیر یلچیچ
ولادیمیر یلچیچ (انگلیسی: Vladimir Jelčić؛ زادهٔ ۱۰ اکتبر ۱۹۶۸) بازیکن سابق و مربی هندبال اهل کرواسی است.